# Football Club Vittoria 2003-2004
Questa voce raccoglie le informazioni riguardanti il Football Club Vittoria nelle competizioni ufficiali della stagione 2003-2004

## Stagione
Dopo la fresca promozione dell'ultima annata, in questa stagione la squadra biancorossa chiuse il girone C della Serie C2 al terzo posto, centrando immediatamente un altro salto di categoria grazie alla vittoria dei play-off: superando la Fidelis Andria in semifinale e il Brindisi in finale, i siciliani raggiunsero infatti, per la prima volta nella loro storia, la Serie C1.

## Risultati

### Campionato

#### Girone di andata
| 31 agosto 2003 1ª giornata | Vittoria | 1 – 0 | Lodigiani |  |

| 7 settembre 2003 2ª giornata | Melfi | 0 – 1 | Vittoria |  |

| 14 settembre 2003 3ª giornata | Ragusa | 1 – 1 | Vittoria |  |

| 21 settembre 2003 4ª giornata | Vittoria | 1 – 1 | Brindisi |  |

| 28 settembre 2003 5ª giornata | Nocerina | 1 – 1 | Vittoria |  |

| 5 ottobre 2003 6ª giornata | Vittoria | 0 – 2 | Igea Virtus |  |

| 12 ottobre 2003 7ª giornata | Fidelis Andria | 1 – 0 | Vittoria |  |

| 19 ottobre 2003 8ª giornata | Vittoria | 1 – 1 | Latina |  |

| 26 ottobre 2003 9ª giornata | Rutigliano | 0 – 0 | Vittoria |  |

| 9 novembre 2003 10ª giornata | Vittoria | 0 – 5 | Frosinone |  |

| 16 novembre 2003 11ª giornata | Cavese | 1 – 1 | Vittoria |  |

| 23 novembre 2003 12ª giornata | Vittoria | 0 – 1 | Palmese |  |

| 30 novembre 2003 13ª giornata | Giugliano | 1 – 1 | Vittoria |  |

| 7 dicembre 2003 14ª giornata | Vittoria | 3 – 0 | Castel di Sangro |  |

| 14 dicembre 2003 15ª giornata | Tivoli | 1 – 2 | Vittoria |  |

| 21 dicembre 2003 16ª giornata | Vittoria | 2 – 1 | Isernia |  |

| 6 gennaio 2004 17ª giornata | Gela J.T. | 1 – 1 | Vittoria |  |

#### Girone di ritorno
| 11 gennaio 2004 18ª giornata | Cisco Lodigiani | 3 – 2 | Vittoria |  |

| 18 gennaio 2004 19ª giornata | Vittoria | 1 – 1 | Melfi |  |

| 25 gennaio 2004 20ª giornata | Vittoria | 2 – 1 | Ragusa |  |

| 1º febbraio 2004 21ª giornata | Brindisi | 2 – 0 | Vittoria |  |

| 15 febbraio 2004 22ª giornata | Vittoria | 2 – 0 | Nocerina |  |

| 22 febbraio 2004 23ª giornata | Igea Virtus | 0 – 0 | Vittoria |  |

| 29 febbraio 2004 24ª giornata | Vittoria | 2 – 0 | Fidelis Andria |  |

| 7 marzo 2004 25ª giornata | Latina | 1 – 1 | Vittoria |  |

| 14 marzo 2004 26ª giornata | Vittoria | 4 – 0 | Rutigliano |  |

| 21 marzo 2004 27ª giornata | Frosinone | 1 – 1 | Vittoria |  |

| 28 marzo 2004 28ª giornata | Vittoria | 3 – 1 | Cavese |  |

| 4 aprile 2004 29ª giornata | Palmese | 1 – 1 | Vittoria |  |

| 10 aprile 2004 30ª giornata | Vittoria | 2 – 1 | Giugliano |  |

| 18 aprile 2004 31ª giornata | Castel di Sangro | 3 – 1 | Vittoria |  |

| 25 aprile 2004 32ª giornata | Vittoria | 2 – 1 | Tivoli |  |

| 2 maggio 2004 33ª giornata | Isernia | 1 – 3 | Vittoria |  |

| 9 maggio 2004 34ª giornata | Vittoria | 1 – 1 | Gela J.T. |  |